# Dragonero (romanzo a fumetti)
Dragonero è un romanzo a fumetti scritto da Luca Enoch e Stefano Vietti, disegnato da Giuseppe Matteoni e pubblicato da Sergio Bonelli Editore nel giugno del 2007 come primo volume della collana Romanzi a fumetti Bonelli. Dal volume è stata tratta una omonima serie mensile a fumetti con gli stessi personaggi, pubblicata dalla Bonelli a partire dall'11 giugno 2013, e alcuni romanzi in prosa pubblicati da Mondadori a partire dal 2014.

## Storia editoriale
L'edizione originale era in bianco e nero e aveva lo stesso formato delle altre pubblicazioni della Sergio Bonelli Editore, 16 x 21 cm. Distribuita in edicola, ha venduto tra le 35.000 e le 40.000 copie su una tiratura di 50.000.
Il 10 giugno 2009 Dragonero è stato pubblicato negli Stati Uniti dalla Dark Horse Comics. Nel 2010 è stato pubblicato in Germania, nel 2014 in Francia e Danimarca, e in altri paesi.
A Lucca Comics and Games 2015 è stata presentata una nuova edizione cartonata in formato 19 x 26 cm, distribuita in libreria a partire dal 12 novembre 2015 con il titolo Dragonero. Le origini. Questa edizione, completamente a colori, aggiunti da Paolo Francescutto dello Studio Gotem, contiene una sezione di approfondimento sulla lavorazione dell'albo e ha una copertina inedita di Giuseppe Matteoni.

## Trama
Allarmato da un dispaccio che lo vuole presso l'Arcelonte, la grande muraglia che divide le terre dell'Impero da quelle desolate del Varliendar (Terre dei Draghi), Alben il Lùresindo, custode della Luce, giunge presso una torre del Vallo dove ha modo di incontrare la tecnocrate Myrva Aranille ed osservare con i suoi stessi occhi la tragedia che si sta consumando all'interno di quelle lande desertiche: uno degli obelischi di sangue dei draghi caduti in tempi antichi che fungono da sigillo per il mondo degli Abominii è crollato.
	
Alben e Myrva discutono sul da farsi: la tecnocrate lo mette al corrente di come cancelleria imperiale avesse voluto agire senza informare nessun altro per mesi prima di decidere di coinvolgere i Tecnocrati. La stessa convocazione di Alben è dovuta solo alla decisione di Myrva che si fida del suo giudizio e perché, come le ricorda il mago, sono i maghi a saperne di più sull'argomento.
All'improvviso suona l'allarme: una creatura demoniaca ha preso d'assalto le mura fino a raggiungerne la sommità, compiendo poi un massacro tra i soldati di guardia. Alben e Myrva intervengono, e dopo essere riusciti a trattenerlo, il mago riesce a scaraventarlo dagli spalti con una sfera di fuoco. Dissolto nel fuoco, Alben rivela che quello era un Nughradjinn superiore (un demone di tenebre). Il mago comprende che devono organizzarsi al più presto. Hanno bisogno di aiuto e lui sa dove trovarlo.
Presso la città di Solian, capitale delle Quattro Repubbliche Libere, vive uno Scout Imperiale, Ian Aranill ultimo della Casata dei Varliedarto, insieme al suo attendente orco, Gmor Burpen, entrambi ben voluti dalla comunità. I due ricevono una lettera da parte di Alben che richiede di raggiungerlo presso l'Isola Orfana, un atollo che si erge dal Mare della Brezza, un piccolo mare interno ai territori imperiali. Gmor intuisce che Ian non sembra particolarmente felice della cosa, nonostante Alben sia un suo vecchio amico; lo Scout sa infatti che se un mago richiede il tuo aiuto non può significare altro che dei guai sono in arrivo.
Dopo una notte agitata da vecchi ricordi legati a ciò che Ian affrontò in passato presso la Terra dei Draghi, i due amici si apprestano a partire alle prime luci dell'alba. Ian ricorda ancora una volta a Gmor che non è tenuto a seguirlo non essendo una missione ufficiale, ma l'orco gli replica di non preoccuparsi e così intraprendono il viaggio.	
Nel frattempo, Alben si reca a Fhaucasaepta (Golasbarrata) dove sorge il monastero delle Madri Guardiane, un antico ordine votato alla protezione dei Lùresindi. Dopo un incontro con la Madre Superiora, che fu la sua prima Guardiana, Alben compie il "rito del possesso" con una monaca che è considerata la migliore della sua generazione, che da quel momento assume il nome di Ecuba. I due infine proseguono verso il punto di incontro con i restanti membri del gruppo, l'Isola Orfana.
Nel frattempo al Vallo, vengono rilevati strani movimenti da parte degli Algenti, le temibili genti che popolano le antiche Terre dei Draghi, che sembrano ammassarsi e dirigersi verso nord. Fuori dalla vista delle Guardie Rosse, gli Algenti si dirigono verso una misteriosa e scura figura che con un solo gesto autoritario della mano ottiene l'asservimento dell'intera orda. Fatto ciò, dalla propria bocca fuoriesce una massa nera che si libra nel cielo, muovendosi verso Sud e oltrepassando il Vallo, assumendo infine l'aspetto di terribili demoni alati.
Ian e Gmor raggiungono infine il punto di incontro stabilito, un molo da cui partire per l'Isola dove li stanno aspettando Myrva, Alben ed Ecuba. Salutata la sorella, Ian viene aggiornato da Alben che gli spiega che presso l'Isola Orfana è custodita l'ultima goccia di sangue di Drago dell'Ecumene ed è necessaria per rinnovare l'Antico Divieto. Imbarcatisi, il gruppo viene avvisato dagli spiriti messi a guardia dell'isola che qualcosa la minaccia.
Raggiunto l'ingresso del tempio lo trovano scardinato e un massacro è avvenuto di fronte ad esso. Alben guida il gruppo all'interno del tempio fino a raggiungere l'ultima sala, dove è custodita l'ampolla. I demoni hanno superato le ultime difese del corpo di guardia dell'isola e uno di loro, di rango superiore, manda in frantumi l'ampolla venendo avvolto dal sangue che si sviluppa in un alto obelisco.
Alben tenta di trarre comunque dell'utile dal fallimento, entrando in contatto con la memoria del demone che gli rivela l'identità di colui che si cela dietro a quell'attacco e al crollo degli obelischi oltre il Vallo, Saul Jeranas, un Lùresindo rinnegato che Alben affrontò molti anni prima e che riteneva morto. Di fronte alla perdita del sangue di Drago, Alben pensa di avere comunque un'alternativa, ma devono recarsi al suo eremo per poter avere una risposta certa.
Prima di lasciare l'isola Ian e Myrva hanno un'accesa discussione sul comportamento iperprotettivo dello Scout. La tecnocrate gli ricorda che la sua vita in missione vale quanto quella di chiunque altro e che è in grado di badare a se stessa. Gmor chiede spiegazioni per quella diatriba ma Ian celia la questione, preferendo non parlarne.
Mentre attendono che Alben completi le sue ricerche, gli altri all'interno del suo eremo rievocano le guerre contro gli Abominii: millecinquecento anni prima gli Abominii invasero le terre del Varliendar sterminando i Draghi senzienti e schiavizzando gli elfi silvani che vi abitavano e corrompendoli, dopo centinaia di anni, negli odierni Algenti. Dopo cinquecento anni un'alleanza tra Draghi, umani e la Confraternita degli Incanti affrontò le orde degli Abominii riuscendo infine a scacciarli e a sigillare il "Grande Vuoto" da cui erano fuoriusciti grazie al sacrificio degli stessi Draghi il cui sangue diede forma agli obelischi.
Dopo la vittoria gli ultimi Draghi lasciarono l'Ecumene e nei secoli che seguirono venne eretto il Vallo per tenere lontane le orde degli Algenti. Come ulteriore conseguenza, la Confraternita degli Incanti si spaccò in due fazioni: i Lùresindi, che seguono la l'antica via della magia, e i Tecnocrati, che perseguono uno sviluppo tecnologico.
Alben esce dal suo studio con una soluzione al problema, per quanto lui stesso la definisca un azzardo. Il suo piano prevede che il gruppo si divida per il recupero di una rara pianta, la Linwafella (Foglia rapida) che risana le foreste dopo catastrofi che le hanno danneggiate. Essa cresce solo nelle profondità della Foresta Vecchia. Altro oggetto necessario è la Silcardea (Pietra che arde) custodita da un vecchio amico di Alben, Mimir un nano Shivesindo (Custode del sapere).
Ian e Gmor raggiungono la Foresta Vecchia, l'immensa distesa boschiva che si estende per buona parte dei territori imperiali per raggiungere Frondascura, la città segreta degli Elfi Silvani e chiedere il loro aiuto. In attesa che siano loro a farsi avanti, i due amici approntano un bivacco e sulle note dell'ocarina di Gmor rammentano come il loro primo incontro fosse avvenuto in un bosco come quello, salvandosi a vicenda dalla carica di una bestia selvaggia.	
Dopo un primo fraintendimento, i Silvani vengono a conoscenza della loro missione e li vogliono aiutare: la Foglia rapida cresce dove c'è bisogno, quando la foresta viene ferita. Non può essere seminata o fatta germogliare, nessuno di loro è in grado di evocarla. L'unica in grado di farlo è la Saevha Mathe, la "Ruda Mama", una crudele creatura dei boschi che vive in simbiosi con la natura e che comunica con le piante. 	
Ian e Gmor si recano dunque nel territorio della Ruda Mama accompagnati dall'elfa botanica Sera, indispensabile per la cura della Foglia rapida una volta recuperata. L'elfa è angosciata dalla situazione in cui si è venuta a trovare, poiché se dovessero riuscire ad ottenere la rara pianta sarebbe costretta a seguire i due scout fuori dalla sua foresta, dalla sua casa, dal suo mondo, diventando una paria. La Ruda Mama si manifesta dopo che i tre vengono assaliti e imprigionati da dei rampicanti al suo servizio. L'inquietante creatura dalle fattezze simili ad un ragno mette alla prova il Cacciatore di Draghi che riesce a neutralizzare i rampicanti grazie alla linfa di alcuni frutti. Soddisfatta dall'astuzia di Ian, la Ruda Mama evoca la Foglia rapida, lasciandoli proseguire per il loro cammino fino ai confini della foresta.	
Lungo il cammino verso il Vallo si imbattono in una colonna di profughi che provengono dai villaggi delle montagne a Est e nell'ufficiale che guida la loro scorta: Khail Davenant un ex-commilitone di Ian. Il militare li informa che i profughi se ne sono dovuti andare a causa di una Nughrachava, una "Voragine di tenebra", da cui è fuoriuscita un'orda di demoni che si è messa a razziare i villaggi circostanti. Respinti i demoni la voragine non si è richiusa del tutto e questo a portato allo sfollamento dell'area.
Venendo a conoscenza che Ian è divenuto un ufficiale Scout suo parigrado, Khail lo sfida ad un duello al primo sangue. Attendendo la fine dello scontro, Sera chiede a Gmor di raccontargli del loro compagno di viaggio. L'orco la mette allora al corrente del passato dello scout, di come un tempo facesse parte di un gruppo di truppe scelte gli Incursori ma che in seguito ad una missione al di là del Vallo terminata tragicamente venne processato e assolto, cosa che comunque non gli impedì di dimettersi per difendere il proprio onore e trasferirsi presso le libere terre della Repubblica di Solian. Dopo questi avvenimenti Ian venne coinvolto nel corpo speciale degli Scout imperiali con mansioni di esplorazione e spionaggio. Terminato lo scontro, Ian informa Khail del luogo della sua missione e il militare gli augura che la sorte gli sia favorevole.
Alben, Myrva ed Ecuba raggiungono Rathun-kun, la "Caverna delle nuvole", dove vive Mimir che con i suoi automi si occupa dell'estrazione e il raffinamento dei cristalli di Luresilca per poi essere dati all'Impero. Il nano non è intenzionato a cedere la Silcardea, cimelio della sua famiglia che suo padre e suo nonno hanno lavorato una vita intera per renderla pura come è attualmente. Alben riesce infine a convincerlo sottolineando come lui in futuro saprà forgiare un'altra pietra mentre se il male riuscisse a oltrepassare il Vallo recherebbe con sé morte e dolore. Ottenuta la pietra, i tre si ritrovano inseguiti dai demoni di Jeranas su quali però riescono rocambolescamente ad avere la meglio e a riprendere il cammino per il punto di incontro con Ian e Gmor.	
Riunitisi, i sei partono per le terre oltre il Vallo a bordo di un aerostato a cui è collegato un nuvolante con cui planare al suolo. Una volta a terra, proseguono a piedi fino alla voragine che si è aperta in seguito alla caduta degli obelischi e sul fondo, Alben dà inizio all'incantesimo che rinvigorirà l'antico divieto che tiene a bada il mondo degli abomini: la Foglia rapida piantata nel sangue delle razze umana, elfica e orchesca, potenziata dall'energia delle Silcardea, genererà una foresta che ricoprirà la Terra dei Draghi.
Prima che l'incantesimo sia concluso, una nera figura compare alle loro spalle: Saul Jeranas, la mente dietro alla corruzione del sigillo che tiene a bada gli Abominii. Orde di demoni si scagliano contro il gruppo che lottano facendo da scudo ad Alben e Sera. Jeranas per averne ragione evoca un drago, soggiogato alla sua volontà. Sbaragliati i demoni, la spada di Ian inizia a pulsare, ridestando il drago dal controllo a cui era sottoposto.
Riconoscendo in Ian un Varliedarto, un suo antico nemico, il drago non può che lottare con lui; memore degli insegnamenti ricevuti durante il suo addestramento Ian resiste ai poteri della creatura e riesce a sconfiggerla, affondando la sua lama nel cuore e venendo ricoperto da un fiotto del suo sangue, perdendo conoscenza. Jeranas, legato al drago, muore disintegrato. Alben e Sera compiono infine il rituale e la foresta incomincia a crescere. Il gruppo esce dalla voragine ma ad attenderli vi sono gli Algenti.
Privati di ogni via di fuga in seguito alla distruzione del nuvolante decidono di rifugiarsi presso una gola scavata nelle rocce accessibile da uno stretto passaggio facilmente difendibile. Una volta al suo interno, Myrva spara in cielo un razzo segnalatore, mentre Ecuba e Gmor resistono strenuamente contro gli assalitori. L'aerostato che li aveva condotti fino a lì giunge in loro soccorso, ma Ecuba essendosi aggrappata per ultima per prestare fede alla propria missione, viene colpita dalle lance degli Algenti e precipita su di loro.
Passano i giorni e Ian finalmente si riprende. Presso la sua casa a Solian, Alben lo aggiorna dei fatti accaduti dopo la morte del drago, mostrandogli anche il nuovo aspetto della sua spada: il sangue di drago con cui è venuta a contatto l'ha brunita. L'impresa compiuta dallo Scout è già diventata di dominio pubblico e ora la gente lo chiamerà Romevarlo, "Dragonero".
Ian non è affatto soddisfatto di ciò poiché quell'essere non era un mostro ma una creatura superiore. Alben gli dice che una volta ridestatosi era inevitabile lo scontro tra loro, e che se non fosse accaduto sarebbero morti tutti. Respinte le accuse di sapere ciò che sarebbe accaduto, il mago se ne va dando a Ian un ultimo chiarimento: l'aver bevuto accidentalmente il sangue vivo del drago porterà dei cambiamenti profondi.

## Personaggi
- Ian Aranill
- Gmor Burpen
- Sera di Frondascura
- Alben
- Myrva Aranille
- Ecuba
- Khail Davenant
- Saul Jeranas

## Seguiti
L'11 giugno 2013 è uscito il primo numero della serie regolare di Dragonero. La serie ha inizio con una tetralogia alla quale seguiranno storie che ricopriranno albi da uno a due, salvo saghe di più ampio respiro come la prima. Inoltre, in alcuni albi verranno pubblicati anche dei racconti brevi, degli spin-off di approfondimento legati a personaggi comparsi all'interno della serie.
Il 31 luglio 2014 è uscito anche il primo Speciale Dragonero a colori, a cadenza annuale, che racconta della prima missione del duo Ian Aranill e Gmor, molto prima dei fatti narrati nel romanzo a fumetti.
Il 25 novembre 2015 è uscito anche il primo Dragonero Magazine colori, a cadenza annuale. L'albo contiene diversi articoli riguardanti il genere del fantasy nella letteratura in aggiunta ad una storia interamente a colori di Dragonero che racconta di una perigliosa missione compiuta da Ian Aranill, seguito ideale dei fatti della prima saga della serie regolare.
Il 9 novembre 2017 è uscito il primo spin-off della serie regolare, Dragonero Adventures, dedicata alle avventure giovanili dei personaggi principali della medesima.

## Differenze con la serie regolare
Con la realizzazione della serie regolare si sono venute a formare alcune discrepanze tra il romanzo a fumetti e fumetto mensile. La maggior parte degli elementi e degli avvenimenti sono rimasti inalterati mentre alcuni particolari sono cambiati:
- Gli Elfi Silvani non furono gli unici a rimanere nell'Ecumene infatti esistono due altri gruppi, il regno di Aeleig degli Alti Elfi del Nord[16][17] e gli Elfi delle sabbie che vivono isolati nel deserto del Vhacondàr[18].
- Ian Aranill non ha fondato il Corpo degli Scout ma ne entra solo a fare parte[19]
- L'amicizia adolescenziale di Ian e Gmor non è tenuta segreta alle rispettive famiglie per paura della loro reazione, ma tutt'altro è conosciuta e apprezzata[20][21]
- I Lùresindi non sono un Ordine in decadenza e isolato ma fanno parte integrante della vita dell'Impero venendo tenuti in grande considerazione[22][23] e avendo la loro sede presso lo stesso palazzo Imperiale[24]